# Objeto del espacio profundo
Objeto del espacio profundo (o del cielo profundo) es un término que suele utilizarse en astronomía amateur para referirse a los objetos celestes que no son del Sistema Solar (como los planetas, cometas y asteroides), ni estrellas individuales o sistemas de estrellas múltiples. Normalmente, esos objetos no son visibles a simple vista, pero los más brillantes pueden verse con un pequeño telescopio o incluso con unos binoculares potentes.

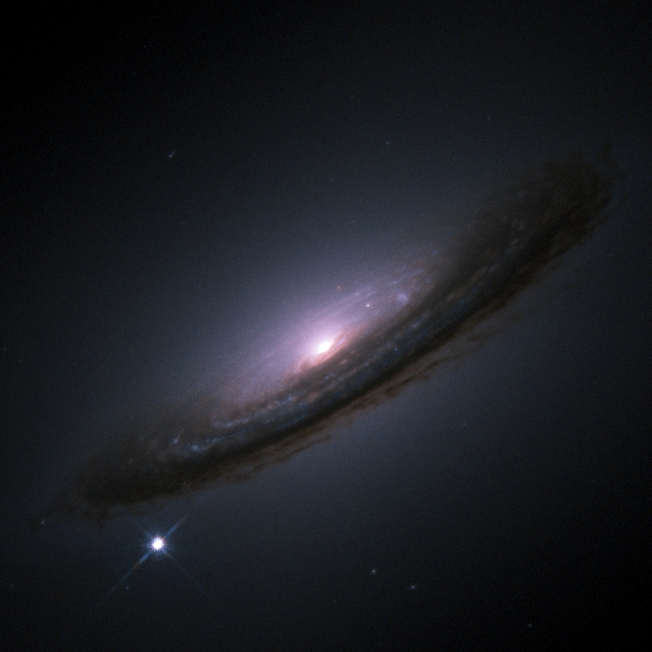
Un objeto del espacio profundo: Galaxia NGC 4526 y supernova SN1994D (constelación de Virgo).

Tipos de objetos del espacio profundo:
- Cúmulos de estrellas
  - Cúmulos abiertos
  - Cúmulos globulares

- Nebulosas
  - Nebulosas brillantes
    - Nebulosas de emisión
    - Nebulosas de reflexión

  - Nebulosas oscuras
  - Nebulosas planetarias
- Galaxias
- Cuásares

Están clasificados según el Catálogo Messier en 110 objetos y el Nuevo Catálogo General (NGC), mucho más completo, contiene cerca de 8000 objetos. Muchos de estos objetos y otros incluidos en catálogos más especializados, como el Catálogo General Uppsala (UGC), les permiten a los astrónomos aficionados demostrar sus dotes de observación y probar sus equipos. Los llamados maratones Messier se celebran durante unos determinados días del año y los observadores tratan de avistar los 110 objetos en una sola noche. Una prueba mucho más exigente basada en la lista está diseñada para poner a prueba telescopios mayores.